# Макран (БМП)
Makran это иранская боевая машина пехоты (БМП), представляющая собой сильно модернизированную копию БТР-50. Разработан и производится организацией Research and Self-Sufficiency Jihad Organization. Впервые был представлен в июне 2020 года Корпусом стражей исламской революции. БМП назван в честь прибрежного района Мекран, который простирается между Ираном и Пакистаном. Хотя Makran технически является боевой машиной пехоты, он имеет большое десантное отделение, так как он создан на базе БТР-50, что позволяет ему выполнять также и функцию бронетранспортёра.

## Конструкция
БТР-50 был настолько сильно модернизирован, что его довольно трудно опознать. БМП имеет модернизированные модификации корпуса: новый сварной лобовой броневой лист, более толстую бортовую броню и более толстую обшивку пола. Он также имеет новую необитаемую башню под названием «Раад-2», вооруженную 30-мм автоматической пушкой Шипунова 2А42 и 7,62-мм спаренным пулемётом. Необитаемая башня «Раад» содержит принципиально новую систему управления огнем, тепловизионный датчик, камеры ночного видения, лазерный дальномер, 3-6 пусковых установок дымовых гранат и управляется с помощью панели. Лазерный дальномер имеет дальность действия до 10 000 метров, а тепловизионный датчик —  до 4 000 метров. В машине имеется 500 патронов калибра 30 мм для автоматической пушки Шипунова 2А42 и 2000 патронов калибра 7,62 мм для спаренного пулемёта. Водитель машины также имеет новую башенку и перископ, соответствующие новой лобовой броне.

## На вооружении
Иран
- Корпус стражей исламской революции